# Gustaf Anderson i Himmelsby
Anders Gustaf Anderson, i Himmelsby, född 6 november 1835 i Mjölby församling, Östergötlands län, död 6 december 1907 i Östra Tollstads församling, Östergötlands län, var en svensk hemmansägare och riksdagsman.
Anderson var hemmansägare i Himmelsby i Östergötland. I riksdagen var han ledamot av andra kammaren för Vifolka, Valkebo och Gullbergs domsagas valkrets 1885–1902. Han var protektionistisk lantmannapartist och rösträttsmotståndare.